# Peva Derwin
Oskar Edvin (Peva) Derwin (tidigare Eriksson) , född 8 oktober 1896 i Västerlövsta församling, Västmanlands län, Uppland, död 20 maj 1959, då kyrkobokförd i Adolf Fredriks församling, Stockholms stad och län, Uppland, var en svensk orkesterledare och musiker (dragspel, gitarr och saxofon), musikdirektör.
Peva Derwin började som militärmusiker och utbildade sig senare till musikdirektör. Han kom att medverka i varierande musikaliska sammanhang, spelade dans- och jazzmusik - bland annat med egen orkester - och ägnade sig åt komposition av populärmusik. 49 år gammal återgick han 1945 till militärmusiken, där han blev kvar till sin pension, som dock varvades med arbete som musiklärare.
Han var en tid inspelningschef för skivmärket Polydor och står som dirigent vid inspelningar med Einar Beyron och Sven-Olof Sandberg.  
Peva Derwin medverkar som altsaxofonist vid inspelningar med Gustaf Egerstams orkestrar under åren 1926 till 1928, noterade i Svensk jazzdiskografi. Han ingår sannolikt i den nymodighet som Egerstam lanserade på restaurant Riche i Stockholm i mitten av 1920-talet, den så kallade saxtrion.
En tenorbanjo-skola finns utgiven i hans namn på ett danskt förlag. Peva Derwin är begravd på Norra begravningsplatsen utanför Stockholm.

## Filmmusik
- 1943 – Hon trodde det var han